# Francis T. Nicholls
Francis Redding Tillou Nicholls (20 de agosto de 1834 - 4 de janeiro de 1912) foi um advogado americano,  político, juiz e um general de brigada no  Exército dos Estados Confederados durante a Guerra Civil Americana. Serviu dois mandatos como governador de Louisiana .